# Brendan Kelly
Brendan Kelly (ur. 20 maja 1946 w Ballinakill) – irlandzki duchowny katolicki, biskup Galway-Kilmacduagh w latach 2018–2022.

## Życiorys
Święcenia kapłańskie otrzymał 20 czerwca 1971 i został inkardynowany do diecezji Galway-Kilmacduagh. Przez wiele lat pracował w diecezjalnych kolegiach. W latach 1995–1996 przebywał we wspólnocie L'Arche w Cuise-la-Motte (Francja), zaś po powrocie do kraju podjął pracę w duszpasterstwie parafialnym.
20 listopada 2007 papież Benedykt XVI mianował go ordynariuszem diecezji Achonry. Sakry udzielił mu 27 stycznia 2008 arcybiskup metropolita Armagh - kardynał Seán Brady.
11 grudnia 2017 został prekonizowany biskupem Galway-Kilmacduagh, zaś trzy miesiące później kanonicznie objął urząd. 11 lutego 2022 papież Franciszek przyjął jego rezygnację z pełnionej funkcji.